# پیتر چیپندیل
پیتر چیپندیل (انگلیسی: Peter Chippendale; q2 1862 – ۱۹۴۱) بازیکن فوتبال اهل بریتانیا بود.
از باشگاه‌هایی که در آن بازی کرده‌است می‌توان به باشگاه فوتبال آکرینگتون اشاره کرد.